# قورباغه‌های زهرآگین
قورباغه‌های زهرآگین (نام علمی: Dendrobates) سرده‌ای از قورباغه‌های زهری و بومی آمریکای مرکزی و جنوبی است. زمانی دارای گونه‌های متعددی بود، اما بیشتر آنها که در ابتدا در این سرده قرار می‌گرفتند به سرده‌های دیگری مانند Adelphobates , Ameerega , Andinobates , Epipedobates , Excidobates , Oophaga، Phyllobates و Ranitomeya تقسیم شدند. سردهٔ کدرتر در تیره مانند Colostethus و Hyloxalus)، تنها پنج گونه بزرگ تا متوسط در سردهٔ Dendrobates هستند. همه سرده‌های دیگر با Dendrobates گروه‌بندی می‌شدند، زیرا در گذشته تصور می‌شد که همه قورباغه‌های زهرآگین با رنگ‌های روشن، از یک اجداد آمده‌اند، اما پس از آن زمان ثابت شد که این پندار نادرست است. Dendrobates و Phyllobates رنگ‌آمیزی آشکار از یک اجداد مشترک ایجاد کردند، اما مانند هر یک از سرده‌های دیگر یادشده در بالا نبود.
شواهد روزافزونی وجود دارد که دندروبات‌ها دارای رژیم غذایی ویژه هستند و سم موجود در پوست خود را از رژیم غذایی خود جدا می‌کنند. مشخص شده است که تخصص رژیم غذایی همراه با رنگ‌آمیزی آشکار دربارهٔ Dendrobates تکامل یافته است.

## گونه‌ها
| نگاره | نام رایج                   | نام و اعتبار دوجمله‌ای                           | پراکندگی |
| ----- | -------------------------- | ----------------------------------------------- | --- |
|       | قورباغه زهرآگین سبزوسیاه   | Dendrobates auratus (Girard, 1855)              | جنوب شرقی نیکاراگوئه در دامنه اقیانوس اطلس و جنوب شرقی کاستاریکا در سواحل اقیانوس آرام از طریق پاناما تا شمال غربی کلمبیا (دپارتمان Choco) |
|       | قورباغه زهرآگین نوارزرد    | Dendrobates leucomelas Steindachner, 1864       | گویان، برزیل، ونزوئلا و منتهی الیه شرقی‌ترین قسمت کلمبیا                                                                                    |
|       | قورباغه زهرآگین راکستونی   | Dendrobates nubeculosus Jungfer and Böhme, 2004 | نزدیک راک استون، گویان |
|       | قورباغه زهرآگین رنگرز      | Dendrobates tinctorius (Cuvier, 1797)           | سپر گویان، شامل بخش‌هایی از گویان، سورینام، برزیل و تقریباً تمام گویان فرانسه                                                                |
|       | قورباغه زهرآگین راه‌راه زرد | Dendrobates truncatus (Cope, 1861)              | کلمبیا |